# José Gavica
José Eduardo Gavica Peñafiel (ur. 8 stycznia 1969 roku w Guayaquil) – ekwadorski piłkarz występujący najczęściej na pozycji pomocnik.